# خوسيه إميليو باتشيكو
خوسيه إميليو باتشيكو بيرني أو خوسي إيميليو باتشيكو (بالإسبانية: José Emilio Pacheco Berny) (مدينة المكسيك، 30 يونيو 1939—26 يناير 2014 في نفس المدينة) شاعر وكاتب ومترجم مكسيكي، من كبار شعراء المكسيك في النصف الثاني من القرن العشرين. حصل على جوائز أدبية محلية ودولية عديدة، ودرّس في جامعات المكسيك والولايات المتحدة الأمريكية وكندا والمملكة المتحدة.

## روابط خارجية
- خوسيه إميليو باتشيكو على موقع IMDb (الإنجليزية)
- خوسيه إميليو باتشيكو على موقع الموسوعة البريطانية (الإنجليزية)
- خوسيه إميليو باتشيكو على موقع مونزينجر (الألمانية)
- خوسيه إميليو باتشيكو على موقع أول موفي (الإنجليزية)
- خوسيه إميليو باتشيكو على موقع قاعدة بيانات الفيلم (الإنجليزية)